# Zilog Z8000
Z8000 - 16 бітний мікропроцесор, представлений компанією Zilog в квітні 1979 року. Архітектура була розроблена Бернардом Путо (англ. Bernard Peuto), логічна схема і фізична реалізація - Масатоші Шіма (яп. 嶋 正 利) за допомогою невеликої команди. Z8000 не був Z80-сумісним, і хоча і застосовувався у деяких системах  до початку 1990-х, але ніколи не був широко розповсюдженим. Тим не менш, контролери Z16C01 і Z16C02 як і раніше використовують ядро Z8000.

## Використання
На початку 80-х процесори сімейства Z8000 були популярні для сектора настільних Unix-комп'ютерів. Вони дозволяли невеликим компаніям використовувати справжні багатокористувацькі системи і розділяти ресурси (такі як принтери, дискові накопичувачі, etc) до широкого поширення мереж. Такі машини мали звичайно тільки 4-16 послідовних портів RS-232 і 1-4 паралельних, і не мали вбудованої графічної системи (що було типово для серверів тих часів).

## Технічні характеристики
- Дата анонсу: квітень 1979
- Тактова частота (МГц): 4 - 10 для основної версії, КМОН-версії від 4 до 20;
- Розрядність регістрів: 16 біт
- Розрядність шини даних: 16 біт
- Розрядність шини адреси: 23 біта, у версії Z8002 - 16 біт
- Обсяг адресованої пам'яті: 8 МБайт для Z8001, 64 Кбайт для Z8002, окремо 64 Кбайт портів вводу-виводу
- Кількість транзисторів: 17500
- Техпроцес (нм): 6000 - 3000 (3 мкм)
- Розмір кристала: 4,6 на 4,9 мм; площа - 22,54 мм²
- Напруга живлення: +5 В
- Корпус: 40- або 48-контактний керамічний або пластмасовий DIP, 44 - і 68-контактний PLCC та PQFP.

## Мікропроцесорний комплект
Крім власне процесора, фірма Zilog розробила і випустила серію співпроцесорів і мікросхем підтримки. Мікросхеми, марковані як Z80xx, призначені для роботи на Z-шині, Z85xx - на універсальній мультиплексованій шині.
- Менеджер пам'яті Z8010
- Контролер DMA: Z8016 і Z8516
- Контролер послідовного інтерфейсу: Z8030 і Z8530
- Контролер асинхронного послідовного інтерфейсу: Z8031 і Z8531
- Лічильник / таймер і інтерфейс паралельного вводу-виводу: Z8036 і Z8536
- FIFO-інтерфейс вводу-виводу: Z8038 і Z8538
- Буфер FIFO і розширювач Z-FIO: Z8060 і Z8560
- Співпроцесор шифрування даних Z8068
- Математичний співпроцесор Z8070 (не вийшов зі стадії розробки)
- Універсальний периферійний контролер: Z8090/4 і Z8590/4